# Большая Сельга (Медвежьегорский район)
Большая Се́льга — посёлок в составе Чёбинского сельского поселения Медвежьегорского района Республики Карелия.

## География
Расположен на южном берегу озера Семчозеро, на автодороге к западу от Медвежьегорска. Северо-западнее посёлка возвышается самый крупный остров Семчозера — остров Большой, в самом посёлке расположена пристань на озере. На восточной окраине Большой Сельги — устье протоки Мельничной, связывающей Семчозеро с находящимся южнее Орехозером. Юго-западнее населённого пункта между двумя этими озёрами протянулось болото Манькизинсуо. Ещё восточнее, за рекой, также у дороги, на небольшой возвышенности — нежилая деревня Мяндусельга. За ней, на узком перешейке между Семчозером и Карзикозером, связанными между собой порожистой протокой — малонаселённая деревня Карзикозеро, являющаяся, однако, единственным населённым местом в ближайших окрестностях Большой Сельги. Вокруг Большой Сельги много лесов, растут ель и сосна.

## История
Название «Сельга», по некоторым данным, означает «каменная гряда, возвышенность». Большая Сельга уже присутствует, по крайней мере, на Карте Европейской России и Кавказского края 1862 года, на которой она отнесена к числу самых мелких населённых пунктов («деревни, околицы, колонии, застенки, хутора и кишлы (загоны)»).
На Специальной карте Европейской России И. А. Стрельбицкого, составленной в 1865—1871 годах (лист 39, издание 1874 года), Большая Сельга — поселение размером от 3—5 до 10 дворов.
По состоянию на 1905 год Большая Сельга входила в состав Покровского общества Мяндусельгской волости Повенецкого уезда Олонецкой губернии.

## Население
| 2002 | 2010 | 2013 |
| ---- | ---- | ---- |
| 0    | ↗1   | ↘0   |

По состоянию на 1989 год, в населённом пункте проживало около 10 человек. По данным переписи 2002 года, в деревне Большая Сельга население отсутствовало.